# Ludhiāna
Ludhiana es una ciudad y municipio del estado del Punyab, al nordeste de la India, en el distrito del mismo nombre. Fundada a finales del siglo XV, es la ciudad más grande de Punjab, con una población estimada de 1.740.249 de habitantes (2010). Está situada en un brazo del Sutlej, 13 km al sur de su curso actual.
Ludhiana está localizada en la Grand Trunk Road, una de las rutas comerciales principales de la zona de Delhi, que tiene más de dos mil años de historia. La ciudad está comunicada con la capital por carretera y servicios de trenes.
Es un centro industrial y educativo del norte de India, y cruce de muchas culturas.
De las 1086 ciudades que analiza la Organización Mundial de la Salud, Ludhiana es una de las ciudades más contaminadas de todo el planeta debido a la gran cantidad de fábricas que se han establecido en ella, en particular de la industria automotriz.

## Véase también

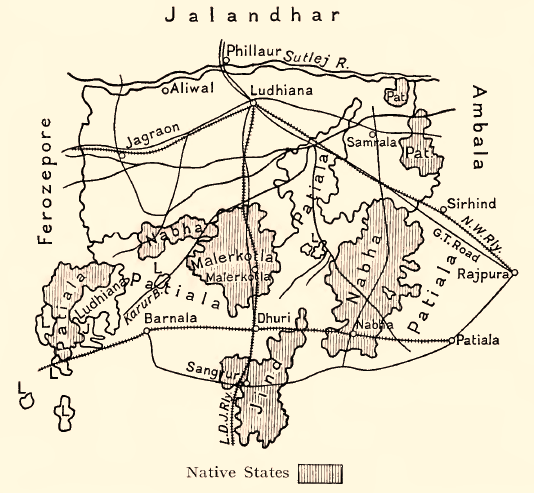
El distrito de Ludhiana en 1911

## Personajes sobresalientes
- Majid Khan
- Pankaj Kapur
- Bobby Deol
- Maninder Singh Thind
- Dharmendra
- Sunny Deol
- Abhay Deol
- Divya Dutta
- Ishmeet Singh
- Juhi Chawla
- Mohinder-Miles Morton
- Simi Garewal
- Tiger Jeet Singh
- Sunil Bharti Mittal
- Raman Mundair
- Sahir Ludhianvi
- Kartar Singh Sarabha
- Sukhdev Thapar
- Udham Singh
- Priyanka Sharma
- Lal Singh Bhathal - Kamala Akali
- Manvinder Singh Kataria
- Pawan Munjal
- David Dhawan
- Anand Mahindra